# Нестоя
Нестоя (пол. Niestoja, нім. Niostoy) — село в Польщі, у гміні Дзялдово Дзялдовського повіту Вармінсько-Мазурського воєводства.
Населення — 149 осіб (2011).
У 1975-1998 роках село належало до Цехановського воєводства.

## Демографія
Демографічна структура станом на 31 березня 2011 року:
|          | Загалом | Допрацездатний вік | Працездатний вік | Постпрацездатний вік |
| -------- | ------- | ------------------ | ---------------- | -------------------- |
| Чоловіки | 72      | 22                 | 44               | 6                    |
| Жінки    | 77      | 29                 | 36               | 12                   |
| Разом    | 149     | 51                 | 80               | 18                   |